# Gruparea Contimporanul
Gruparea Contimporanul a fost fondată în anul 1924 ca urmare a organizării de către Victor Brauner, Marcel Iancu, Max Herman Maxy, Milița Petrașcu, Mattis Teutsch, care își asiguraseră colaborarea lui Constantin Brâncuși și a unor artiști străini, a primei expoziții din data de 20 noiembrie 1924 în sala Sindicatului Artelor Frumoase. Deoarece manifestarea nu aparținea unei organizații artistice, ci o acțiune a sculptorilor și pictorilor atașați unui cerc de intelectuali ce gravitau în jurul revistei Contimporanul, organizatorii nu au dorit o urmare care să dea o periodicitate anuală.
Organizatorii primei manifestări au mai deschis încă trei evenimente similare în anii 1930, 1935 și 1936. Cele patru expoziții au stârnit polemici acide în cronica artistică din presa vremii. Majoritatea artiștilor care au participat la manifestările grupării, au fost ostracizați de comentariile ostile ale contemporanilor și arta lor nu a găsit un mediu propice de dezvoltare și din cauza animozității ce a apărut în rândurile colegilor de breaslă. Arta Grupării Contimporanul nu a găsit niciun sprijin din partea colecționarilor și ea a fost practic repudiată de publicul amator de artă.

## Înființare
În anii imediat următori ai primului război mondial, arta românească a înregistrat un mare avânt ce s-a concretizat într-o mulțime de manifestări expoziționale. Niciodată până atunci nu s-au deschis 15 - 20 de expoziții lunare, chiar și în perioada verii. Toate acestea relevau un mozaic de tendințe, opinii contradictorii și stiluri dintre cele mai diverse, precum și căutări de soluții tehnice sub influența celor care erau cele mai folosite în Apusul Europei. Din toată pleiada acestor manifestări, din care cele mai multe erau intitulate „expoziții de târg" de către contemporanii de atunci, s-a detașat într-un mod evident prima expoziție internațională a Grupării Contimporanul din data de 20 noiembrie 1924 ce s-a deschis în sala Sindicatului Artelor Frumoase. Vernisajul manifestării a generat un adevărat scandal în branșa artistică a timpului într-un mod similar expozițiilor dadaiste din străinătate deschise în Cabaretul Voltaire. O elocventă descriere a evenimentului a făcut-o Tudor Vianu:

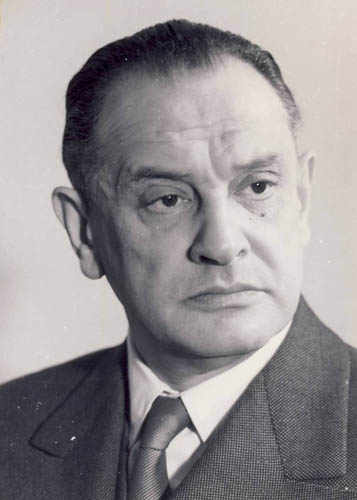
Tudor Vianu

„... Întunericul sălii, în care se agita o mulțime foarte numeroasă de invitați, și în care se pierdea puțin cuvântul de introducere rostit de dl. Eugen Filotti, fu deodată sfâșiat de un uruit de tobă. Luminile care se aprinseră în același timp lămuriră pe estradă, la spatele conferențiarului, o orchestră de jazz-band din care nu lipsea nici muzicantul negru. La sunetul coardelor, al sirenei și al tobelor, mulțimea invitaților reușea cu greutate să înainteze. Conducătorii expoziției premeditaseră oare această primă impresie generală, amestecul aiuritor de tonuri ca într-o uriașă colecțiune de fluturi colorați, pentru că cel puțin intervenția jazz-band-ului era sigur că aveam de-a face nu numai cu un efect de regie, dar cu un adevărat ritual modernist de când cu manifestațiile dada-iste? Abia mai târziu s-a putut distinge ordinea expozanțiilor organizatori — Victor Brauner, Marcel Iancu, Max Herman Maxy, Milița Petrașcu, Mattis Teutsch, care își asiguraseră colaborarea lui Constantin Brâncuși și a unor artiști străini (Hans Arp, Paul Klee, Hans Richter, Kurt Schwitters, Arthur Segal, din Germania, W. Eggeling, din Suedia, Ludovic Kassak, din Ungaria, Marc Dorimont și Lempereur Haut, din Belgia), militau de pe pozițiile cubismului și ale constructivismului"
----- Tudor Vianu în Mișcarea literară din 6 decembrie 1924
Toți artiștii prezenți doreau o apariție novatoare într-o perioadă ce era caracterizată de un amatorism academic, de un impresionism clorotic, de un expresionism grotesc sau mai ales de un epigonism grigorescian. Făcând apel la cerc, cub, spirală, con, curbă, elementele geometrice erau împerecheate într-un nou ritm grafic, ei dorind să exprime o nouă dinamică a vieții cotidiene.
„... Extrema stângă a cubismului, constructivismul, încearcă reprezentarea plastică a unor legi abstracte, căutându-și elementele din exteriorizările vieții noastre mașino-industriale. Problema artistică are aici o organizație de bază, o constructivitate masivă, o acordare geometrică și o claritate matematică”
----- Din prefața la catalogul expoziției lui Max Herman Maxy din 1923

Fondatorii Grupării Contimporanul
Mattis Teutsch
Victor Brauner
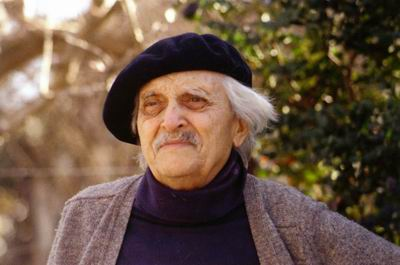
Marcel Iancu
Max Herman Maxy
Milița Petrașcu

Deoarece manifestarea nu aparținea unei organizații artistice, ci o acțiune a sculptorilor și pictorilor atașați unui cerc de intelectuali ce gravitau în jurul revistei Contimporanul, organizatorii nu au dorit o urmare care să dea o periodicitate anuală. Ei s-au mulțumit ulterior să facă fiecare expoziții personale sau expoziții de grup inițiate de ei, folosind o altă titulatură așa cum au fost - Expoziția Arta nouă (1929) sau Expoziția de arte decorative și arhitectură (1928). În anul 1930, în revista Contimporanul a apărut un articol care a evidențiat victoria ideilor și principiilor pe care membrii Contimporanului le-au risipit în literatură și artă, fapt ce arăta o nouă direcție ce s-a găsit în artele plastice.

## Manifestări expoziționale
Inițiatorii primei expoziții a Grupării Contimporanul au organizat o a doua manifestare în luna martie a anului 1930 în Sala Ileana. Au expus Victor Brauner, Alexandru Brătășanu, Max Herman Maxy, Marcel Iancu, Milița Pătrașcu și Corneliu Michăilescu. La fel ca și la precedenta expoziției a grupării, ea a fost primită cu mare ostilitate de majoritatea cronicarilor, publicului și artiștilor. Ca atare, a treia expoziție ce era deja planificată a avea loc în anul următor sub aceeași titulatură, a fost anulată. Organizatorii au expus în cadrul asociațiilor inițiate de ei ca Grupul plastic 1934, Grupul plastic Criterion  și Grupul Nou.
În anul 1935 s-a organizat a treia expoziție a Grupării Contimporanul în luna martie în sala Mozart. Participații au fost Cornelia Daniel, Henri Catargi, Marcel Iancu, Henri Daniel, Max Herman Maxy, Milița Pătrașcu, Margareta Sterian, Corneliu Mihăilescu și câțiva pictori străini care au fost invitați - Walter Becker, Giorgio Chirico, Eugene Berman, Leonor Fini, Filippo de Pisis, Philippe Hossiasson, Leon Zack și Pavel Tchelitchev. De această dată, cronica de presă nu a mai fost ostilă dar nici laudativă, majoritatea publicațiilor abținându-se să comenteze.
În data de 19 ianuarie 1936 a avut loc la Sala Dalles a patra expoziție a Grupării Contimporanul unde au participat doar artiștii care se aflau la București în acel moment - Marcel Iancu, Cornelia Daniel, Henri Catargi, Vasile Popescu, Max Herman Maxy și Margareta Sterian. Aceasta a fost ultima expoziție a grupării deoarece politica fascistă a dus la interzicerea unor astfel de manifestări artistice.
Majoritatea artiștilor care au participat la manifestările grupării, au fost ostracizați de comentariile ostile ale contemporanilor și arta lor nu a găsit un mediu propice de dezvoltare și din cauza animozității ce a apărut în rândurile colegilor de breaslă. Arta Grupării Contimporanul nu a găsit niciun sprijin din partea colecționarilor ce admirau, de fapt, creația lui Lucian Grigorescu, Gheorghe Petrașcu, Theodor Pallady, Tonitza, Ion Theodorescu-Sion sau Francisc Șirato. Ea a fost practic repudiată de publicul amator de artă.